# Náměsíčná (Štyrský)
Náměsíčná je obraz malíře Jindřicha Štyrského z roku 1925.
Obraz Náměsíčná označuje anglická mutace samostatné monografie o Jindřichu Štyrském jako Artist, což lze přeložit jako Artistka. Zdůrazněním ploch provedených v odstínech pastelových barev obraz prozrazuje malířovu snahu překonat kubistické období tvorby z doby před rokem 1925. Obecně rok 1925 pro Štyrského znamenal přelom v jeho tvorbě, neboť s malířskou Toyen (vlastním jménem Marie Čermínová) odjíždí do Paříže, kde dali základ novému uměleckému směru nazvanému „Artificielismus“. Byl to jeden z nejvýznamnějších příspěvků českého malířství do evropského malířství. Směr dostal označené podle knihy Charlese Baudelaira „Les Paradi artificiels”. Artificielismus se stal nejvýznamnější kritikou doznívajícího kubismu, který zdůrazňoval vzpomínky oproti paměti. Malířovu uměleckou transformaci v polovině 20. let 20. století dokládá jeho obraz Zpěvák z roku 1923, který je ještě založený na figurálním pojetí malby, v porovnání s obrazem Náměsíčná, kdy myšlenku lyrické vize přenesl do abstraktního obrazu.

## Popis obrazu
V obraze Náměsíčná do barevných ploch pastelových barev malíř umístil malou „prázdnou“ hlavu, jejímž umístěním do horní části plátna se snaží naznačit, že celá postava se nachází ve výšce. Její hlava není přesně oválná, ale spíše připomíná hlavu figuríny dojmově zdůrazněnou těsně přiléhajícím pruhem připomínajícím vlnité vlasy. Vše je umístěno do kompozice, která je bez zjevné souvislosti s ostatními předměty. Ty reprezentuje naznačený žebřík, zatímco bezpečnostní sítě jsou volně uspořádány jako geometrické plochy plnící umělecký účel a současně vyvolávají poetickou vizi odvážného balancování nad zemí. Z uvedeného je zřejmé, že Štyrský v tomto obraze pracoval na hranici abstrakce a konkrétního zobrazení. Přísně vertikálním formátem obrazu Štyrský dotváří ženskou postavu, která s jistou naléhavostí stimuluje diváka k tomu, aby si díky vlastní představivosti dotvářel obraz na základě interakce geometricky tvarovaných ploch a decentních barev. Poznatelné detaily patřící do okolního světa vedoucí představivost k „secesním“ květům v obraze Ipomoea zobrazující šplhající rostlinu. Štyrský využil stejné myšlenky i v postavě anděla v kresbě s koláží nazvané „L´ange heurtebise“ (1926) inspirované stejnojmennou básní Jeana Cocteaua, který byl idolem české avantgardy ve 20. letech 20. století.

## Autor obrazu
Jindřich Štyrský je jedním z nejznámějších představitelů českého surrealismu. Zpočátku tvořil pod vlivem kubismu a naivního umění. Cesta do Paříže (1925) pro něho znamenal i setkání s českým malířem Josefem Šímou, se kterým se zúčastnil mezinárodní výstavy moderního umění. Obrazy, které v Paříži následně vznikly, daly základ tzv. artificialismu. V dalších letech rozvíjel techniku barevné koláže a výtvarnou transformací snů. Již v Paříži však jeho tvorba směřovala k surrealismu a tak nepřekvapí, že v roce 1934, spolu s Toyen, Jindřichem Heislerem a Karlem Teige založili Skupinu surrealistů v ČSR.

## Umělecko-historický význam obrazu
Po roce 1925 se Štyrského malba dostala do stádia nefigurální malby a abstrakce, které na počátku 30. let 20. století získalo rysy surrealismu. Štyrský do pojetí surrealismu přidal nejen barevné koláže a fotografie, ale i divadelní scénografii a literární články. Hlavním zdrojem jeho inspirace se staly sny a jejich prožitky. Obraz Náměsíčná je tak významným mezníkem v umělcově tvorbě, který začínal jako kubistický malíř s lyrickým zaměřením. Následně přešel k imaginativní malbě, čehož dokladem je i popsaný obraz, aby od pobytu v Paříži směřoval k surrealismu.